# Чемпіонат Швеції з бенді 1907
 Чемпіонат Швеції з бенді: 1907 — 1-й сезон турніру з хокею з м'ячем (бенді), який проводився за кубковою системою. 
Переможцем змагань став клуб ІФК Уппсала.

## Турнір

### Чвертьфінал
- ІФК Уппсала – ІФК Норрчепінг 15:0

### Півфінал
- ІФК Уппсала –  Вестерос СК 14:0
- ІФК Євле – Гельсінгландс БФ 8:4

### Фінал
17 березня 1907 року, Євле
- ІФК Уппсала – ІФК Євле 4:1